# Olivier Mateu
Olivier Mateu est un syndicaliste français, né le 15 novembre 1974 à Port-de-Bouc (Bouches-du-Rhône), membre de la Confédération générale du travail (CGT) depuis 1986. Forestier sapeur de formation, il est le secrétaire de la CGT 13 (Bouches-du-Rhône) depuis 2016.

## Origines et engagements
Il naît en 1974 à Port-de-Bouc (Bouches-du-Rhône),.
Ses origines familiales ont contribué à sa politisation très à gauche : son grand-père Manuel Mateu (1918-1997) est parti combattre aux côtés des républicains espagnols à l'âge de 17 ans. Ses deux parents (un père soudeur puis fonctionnaire municipal et une mère assistante maternelle) sont engagés au Parti communiste français et à la CGT. Olivier Mateu s'engage lui même dans les jeunesses communistes à l'âge de 12 ans.
De formation forestier sapeur, il rejoint la CGT en 1986.
Il est élu secrétaire général de l'Union Départementale CGT des Bouches-du-Rhône en février 2016.
En 2023, il est désigné par Union Départementale CGT des Bouches-du-Rhône pour entrer à la Commission Exécutive Confédérale de la CGT, et est proposé comme un potentiel successeur au mandat de secrétaire général de la CGT (alors occupé par Philippe Martinez) jusqu'en 2023.
Dans le cadre du mouvement social contre le projet de réforme des retraites en France en 2023, Olivier Mateu s'est illustré par une présence médiatique importante, présence qui a été exacerbée par certaines sorties quant à l'attitude à avoir face au refus du gouvernement de revenir sur cette réforme des retraites,.

## Positionnement
Olivier Mateu assume une ligne critique du capitalisme et une fidélité vis à vis des références historiques de la gauche communiste. En ce sens, son bureau de dirigeant de la CGT des Bouches du Rhône, situé à la Bourse du travail de Marseille, est décoré avec des portraits de Missak Manouchian, Che Guevara, Abdullah Öcalan et Hugo Chavez, des drapeaux de la Palestine et de Cuba et un exemplaire de L’Espoir au présent, de Georges Marchais.  
Au sein de la CGT, il prend position contre l'initiative "Plus jamais ça, Alliance écologique et sociale" engagée par la direction (et notamment par Marie Buisson, à qui il sera plus tard opposé dans sa candidature) qui consiste en un rapprochement avec plusieurs organisations dont Greenpeace ou Oxfam. Olivieu Mateu reproche à cette plateforme d’appeler à la fermeture des centrales à charbon, des centrales nucléaires et du raffinage, disant craindre la perspective de fermetures de structures productives et un manque de réflexion sur les alternatives à ces productions.
Sur BFMTV, Olivier Mateu déclare en mars 2023 : "On n'est pas pro-russes, mais on n'est pas pro-ukrainiens non plus", "il faut la paix". Il dit que son syndicat préfère ne "pas choisir entre un impérialisme ou un autre", la guerre profitant à l'industrie de l'armement et au capitalisme au détriment de la population. Alors que Mateu est candidat déclaré à la succession de Philippe Martinez, le quotidien La Provence  et l'hebdomadaire Franc-Tireur s'interrogent sur la supposée dérive "pro-russe" et la radicalisation de la CGT, ainsi que "les liaisons dangereuses du syndicat", notamment avec la Fédération syndicale mondiale (FSM).
Lors des élections européennes de 2024, il soutient la liste de l'Association nationale des communistes, opposée à l'Union européenne et à l'Otan.